# Куп пет нација 1927.
Куп пет нација 1927. (службени назив: 1927 Five Nations Championship) је било 40. издање овог најелитнијег репрезентативног рагби такмичења Старог континента. а 13. издање Купа пет нација.
Прво место су поделили Ирска и Шкотска.

## Такмичење
Француска - Ирска 3-8
Енглеска - Велс 11-9
Шкотска - Француска 23-6
Велс - Шкотска 0-5
Енглеска - Ирска 8-6
Велс - Француска 25-7
Ирска - Шкотска 6-0
Ирска - Велс 19-9
Шкотска - Енглеска 21-13
Француска - Енглеска 3-0

## Табела
|   | Селекција                      | ИГ | Д | Н | И | ПД | ПП | ПР  | Б |  |
| - | ------------------------------ | -- | - | - | - | -- | -- | --- | - |  |
| 1 | Рагби репрезентација Шкотске   | 4  | 3 | 0 | 1 | 49 | 25 | +24 | 6 |  |
| 2 | Рагби репрезентација Ирске     | 4  | 3 | 0 | 1 | 39 | 20 | +19 | 6 |  |
| 3 | Рагби репрезентација Енглеске  | 4  | 2 | 0 | 2 | 32 | 39 | -7  | 4 |  |
| 3 | Рагби репрезентација Велса     | 4  | 1 | 0 | 3 | 43 | 42 | +1  | 2 |  |
| 4 | Рагби репрезентација Француске | 4  | 1 | 0 | 3 | 19 | 56 | -37 | 2 |  |